# Heterolocha epicyrta
Heterolocha epicyrta là một loài bướm đêm trong họ Geometridae.